# Fredi Lüscher
Fredi Lüscher (Arth am See, 1 december 1943 - 30 mei 2006) was een Zwitserse jazz-pianist en publicist.

## Biografie
Lüscher leerde pianospelen als autodidakt. Hij was oorspronkelijk spraakdocent aan scholen, sinds 1985 was hij beroepsmuzikant. Zijn interesse ging uit naar improvisatie en de interpretatie van composities van Duke Ellington, Thelonious Monk en Carla Bley. Hij werkte als solist, maar ook in duo's (met Urs Voerkel, Markus Eichenberger en Nat Su) en trio's (met Cristin Wildbolz en Margrit Rieben, alsook met Marco Käppeli en Daniel Studer). Verder speelde hij in de bands van Christoph Gallio en Christian Gilardi. Hij speelde in binnen- en buitenland, bijvoorbeeld op festivals in Duitsland, Frankrijk en Argentinië. Hij redigeerde van 1998 tot 2000 het bulletin van het Schweizer Musik Syndikats en was als onderzoeker actief bij een project aan de Musikhochschule Luzern. Hij was verder onder meer columnist voor Die Wochenzeitung. Hij overleed aan de gevolgen van een hartinfarct.

## Werken

### Discografie
- Rubato (Altrisuoni 2006)
- met Nat Su en Cécile Olshausen: Dear C. The Music of Carla Bley (Altrisuoni 2003)
- met Marco Kaeppeli en Daniel Studer: Nomis (Altrisuoni 2003)
- met Nat Su: Smada - The Music Of Edward D. Ellington (Altrisuoni 2001)
- met Markus Eichenberger: Eulengesänge Vol I (Altrisuoni 1999)
- met Margrit Rieben, Cristin Wildbolz: Cieletterra (Altrisuoni 1998)
- met Urs Voerkel: Weiss (UTR 1992)

### Publicaties
- Wie wird am Radio über Jazz und Improvisierte Musik gesprochen? Verlag Musikhochschule, Luzern 2004.